# Clytie infrequens
Clytie infrequens är en fjärilsart som beskrevs av Swinhoe 1884. Clytie infrequens ingår i släktet Clytie och familjen nattflyn. Inga underarter finns listade i Catalogue of Life.